# 1965年5月30日の日食

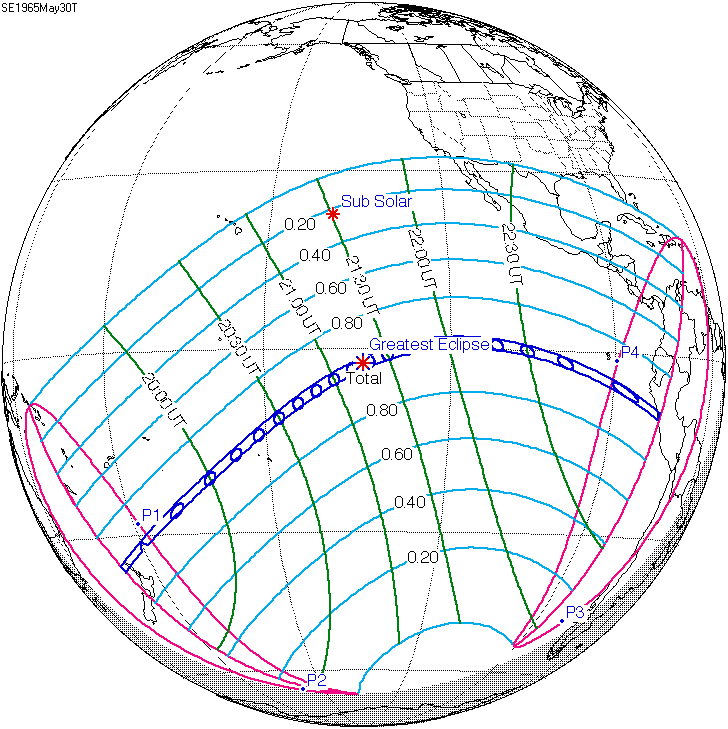

1965年5月30日の日食は、1965年5月30日に観測された日食である。ニュージーランド、クック諸島、フランス領ポリネシア、ペルーで皆既日食が観測され、中央アメリカの大部分、南アメリカ北西部、太平洋中南部の広い範囲で部分日食が観測された

## 通過した地域
皆既帯のほとんどが海にあり、陸地は数少ない島と月の本影が地球上で通過した最後の場所、日没とともに皆既日食があったペルーの長さが約150キロの地域のみ。詳細はニュージーランド北西部のノースランド地方北西部（現地時間5月31日）、クック諸島のマヌアエ島、フランス領ポリネシアのマヌアエ島とモツ・オネ島、ペルー北西部沿岸（現地時間5月30日）だった。
また、皆既日食が見えなくても、部分日食が見えた地域はオーストラリア東部、メラネシア東部、ミクロネシア南東部、ポリネシアのほとんど（そのうちハワイ諸島はカホオラウェ島、マウイ島中南部、ハワイ島だけが含まれる）、中央アメリカと大アンティル諸島、コロンビア全国、ベネズエラのほとんど（東部国境を除く）、エクアドル全国、ペルー全国、ボリビア西部、チリ北部、アルゼンチン北西部国境のごく小さい部分。そのうち大部分は国際日付変更線の東にあり、5月30日に日食が見え、残りの部分では5月31日に見えた。

## 観測
ニュージーランド、オーストラリア、イギリス、アメリカ、ドイツ、日本、ソ連などの国は観測隊をクック諸島のマヌアエ島に派遣した。ニュージーランド政府は船を調達し、乗客をクック諸島の行政所在地アバルアがあるラロトンガ島からマヌアエ島まで乗せた。島は1524ヘクタールの面積を持ち、コプラを作る少数の労働者だけが住んでいた。それに対し、皆既日食を見に上陸した人数は比較的に多く、科学者だけは85人で、他に助手もいた。しかし、日食中太陽が雲に覆われ、觀測は失敗した。また、ニュージーランド北島の北部では5月31日の日の出とともに皆既日食があり、前日の夕方には空にまだ雲があったが、結局皆既日食の観測は成功した。高い高度での観測データを得るため、空中にロケットを発射した科学者もいた。